# Pimpinella korshinskyi
Pimpinella korshinskyi är en flockblommig växtart som beskrevs av Boris Konstantinovich Schischkin. Pimpinella korshinskyi ingår i släktet bockrötter, och familjen flockblommiga växter. Inga underarter finns listade i Catalogue of Life.